# Arbre généalogique de la famille royale belge
Cet article présente l'arbre généalogique de la famille royale de Belgique, depuis Léopold Ier de Belgique (1790-1865), premier roi des Belges.

## Histoire

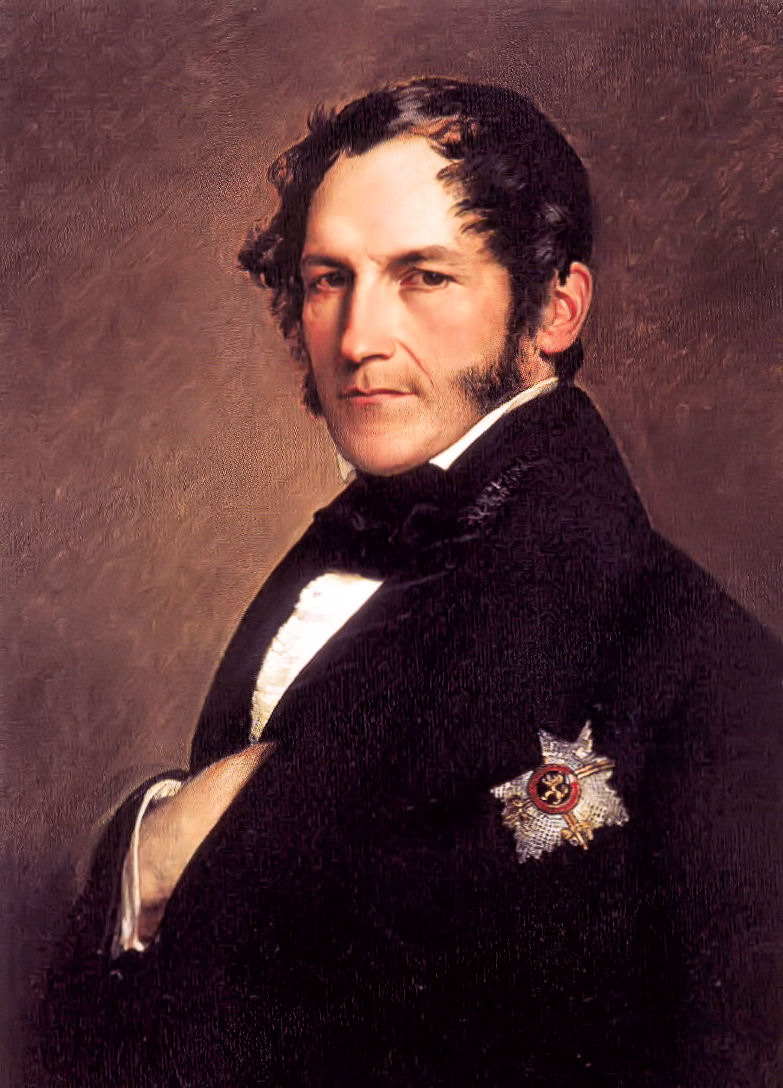
Léopold de Saxe-Cobourg-Gotha (1790-1865), élu premier roi des Belges sous le nom de Léopold Ier de Belgique.

La famille  royale de Belgique naît avec l’intronisation de Léopold Georges Christian Frédéric de Saxe-Cobourg-Saalfeld (16/12/1790 à Cobourg – 10/12/1865 à Laeken), fils du duc souverain François de Saxe-Cobourg-Saalfeld (17/07/1750 à Cobourg – 07/12/1806 à Cobourg) et de sa seconde épouse la princesse Augusta Caroline Sophie Reuss d’Ebersdorf (09/01/1757 à Saalburg-Ebersdorf – 16/01/1831 à Cobourg). Léopold de Saxe-Cobourg-Saalfeld est élu premier roi des Belges le 4 juin 1831, et devient ainsi Léopold Ier de Belgique en prêtant serment sur la constitution le 21 juillet 1831.

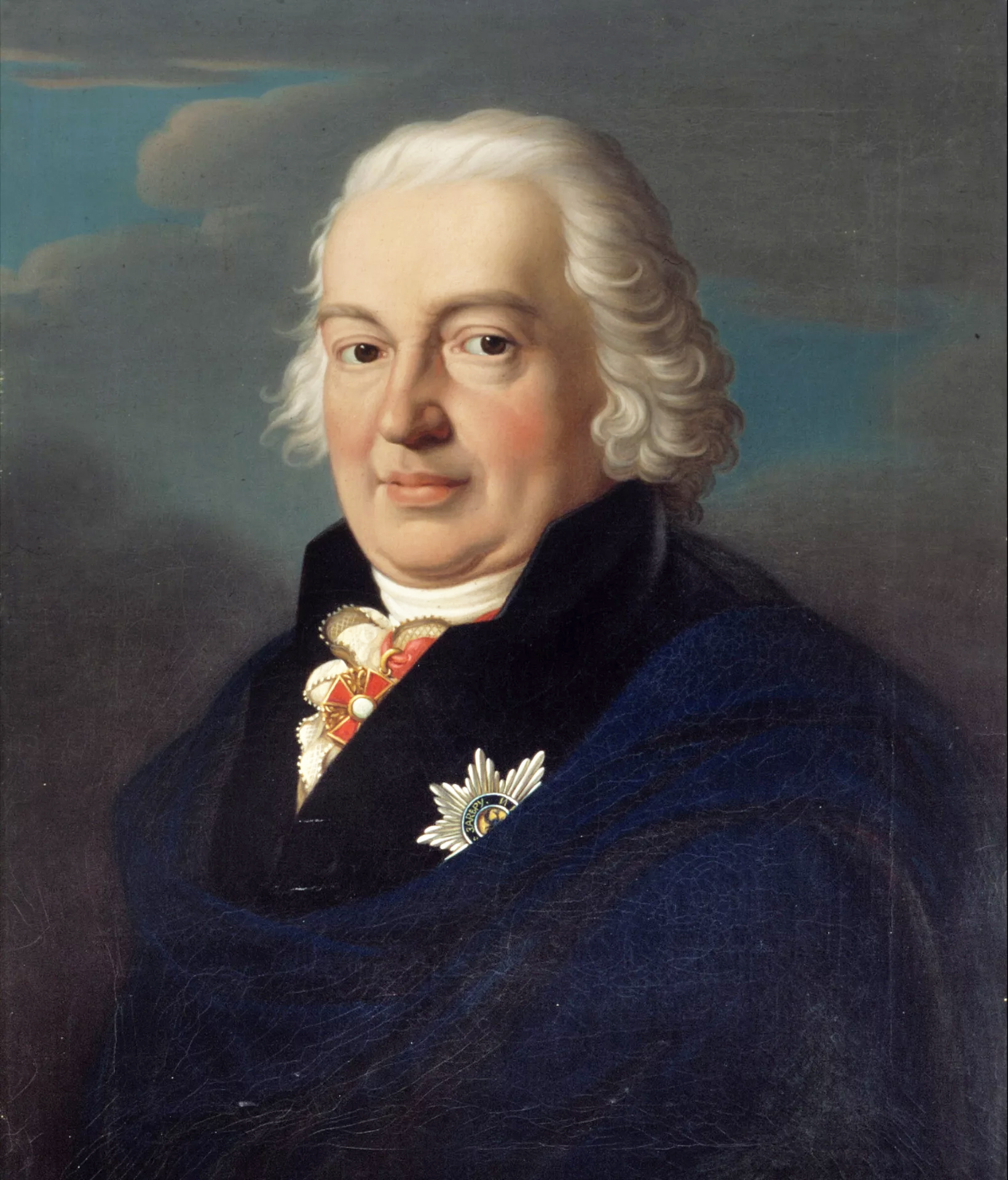
François de Saxe-Cobourg-Saalfeld (1750-1806), père de Léopold Ier de Belgique
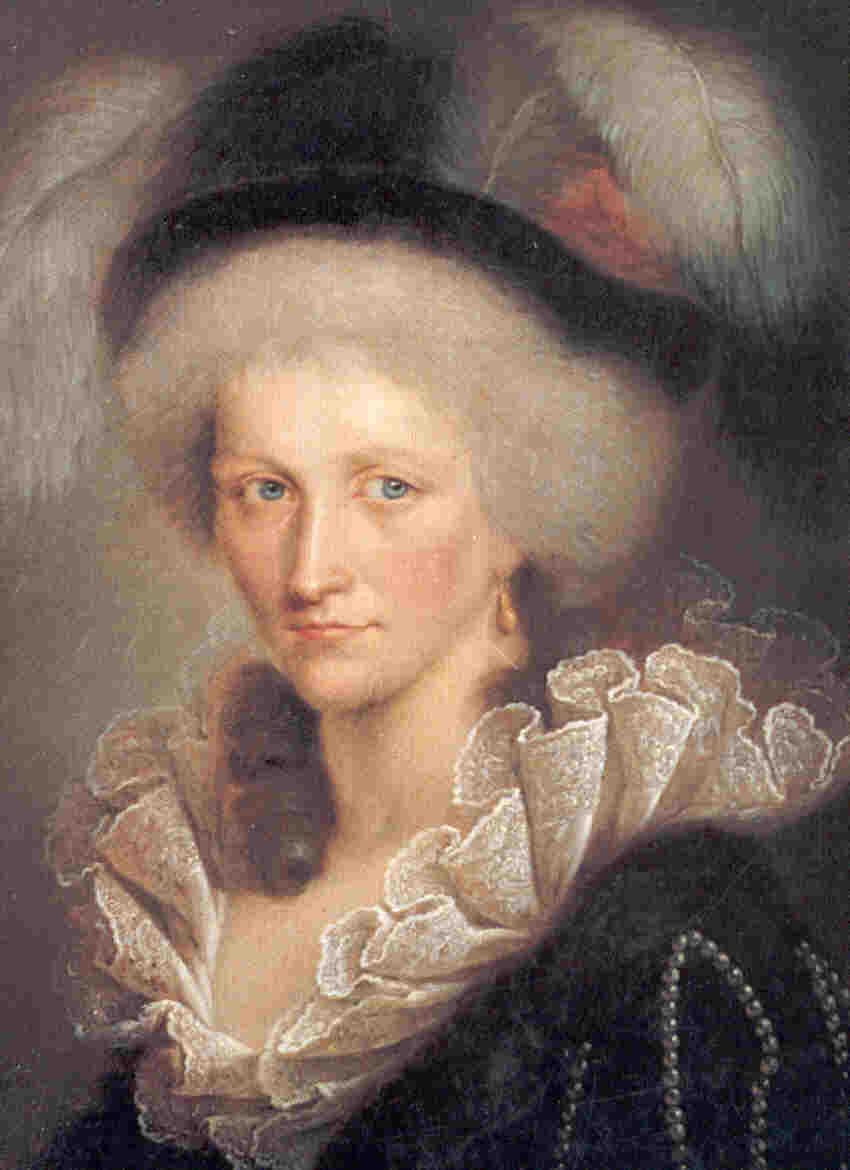
Augusta Reuss d’Ebersdorf (1757-1831), mère de Léopold Ier de Belgique

## Arbre généalogique
|                                             |                                             |                                             |                                             |                                             |                                             |  |  |                                |                                |                                |                                |                                |                                |                              |                              |                                 |                                 |                                 |                                 |                                 |                                 |                             |                             |                                 |                                 |                                 |                                 |                                 |                                 |                                 |                                 |                                         |                                         |                                         |                                         | François de Saxe-Cobourg-Saalfeld (1750-1806) | François de Saxe-Cobourg-Saalfeld (1750-1806) | François de Saxe-Cobourg-Saalfeld (1750-1806) | François de Saxe-Cobourg-Saalfeld (1750-1806) | François de Saxe-Cobourg-Saalfeld (1750-1806) | François de Saxe-Cobourg-Saalfeld (1750-1806) |                                     |                                     | Augusta Reuss d'Ebersdorf (1757-1831)  | Augusta Reuss d'Ebersdorf (1757-1831)  | Augusta Reuss d'Ebersdorf (1757-1831)  | Augusta Reuss d'Ebersdorf (1757-1831)  | Augusta Reuss d'Ebersdorf (1757-1831)  | Augusta Reuss d'Ebersdorf (1757-1831)  |                                   |                                   |                                        |                                        |                                           |                                           |                                           |                                           |                                           |                                           |                                    |                                    |                                    |                                    |                                    |                                    |                                |                                |                               |                               |                               |                               |                                |                                |                                |                                |                                |                                |                          |                          |                                             |                                             |                                             |                                             |                                             |                                             |                             |                             |                                  |                                  |                                  |                                  |                                  |                                  |                           |                           |                                      |                                      |                                      |                                      |                                      |                                      |                            |                            |                                   |                                   |                                   |                                   |                                   |                                   |                                  |                                  |                                   |                                   |                                   |                                   |                                               |                                               |                                               |                                               |                                               |                                               |                                             |                                             |                                             |                                             |                                       |                                       |                                       |                                       |                                   |                                   |                                   |                                   |                                   |                                   |                                    |                                    |                                    |                                    |                                              |                                              |                                              |                                              |                                              |                                              |                                   |                                   |                                   |                                   |                        |                        |                                    |                                    |                                    |                                    |                                    |                                    |                                    |                                    |                                    |                                    |                                    |                                    |                                    |                                    |                               |                               |                               |                               |                         |                         |                         |                         |  |  |                                    |                                    |                                    |                                    |                                    |                                    |
|                                             |                                             |                                             |                                             |                                             |                                             |  |  |                                |                                |                                |                                |                                |                                |                              |                              |                                 |                                 |                                 |                                 |                                 |                                 |                             |                             |                                 |                                 |                                 |                                 |                                 |                                 |                                 |                                 |                                         |                                         |                                         |                                         | François de Saxe-Cobourg-Saalfeld (1750-1806) | François de Saxe-Cobourg-Saalfeld (1750-1806) | François de Saxe-Cobourg-Saalfeld (1750-1806) | François de Saxe-Cobourg-Saalfeld (1750-1806) | François de Saxe-Cobourg-Saalfeld (1750-1806) | François de Saxe-Cobourg-Saalfeld (1750-1806) |                                     |                                     | Augusta Reuss d'Ebersdorf (1757-1831)  | Augusta Reuss d'Ebersdorf (1757-1831)  | Augusta Reuss d'Ebersdorf (1757-1831)  | Augusta Reuss d'Ebersdorf (1757-1831)  | Augusta Reuss d'Ebersdorf (1757-1831)  | Augusta Reuss d'Ebersdorf (1757-1831)  |                                   |                                   |                                        |                                        |                                           |                                           |                                           |                                           |                                           |                                           |                                    |                                    |                                    |                                    |                                    |                                    |                                |                                |                               |                               |                               |                               |                                |                                |                                |                                |                                |                                |                          |                          |                                             |                                             |                                             |                                             |                                             |                                             |                             |                             |                                  |                                  |                                  |                                  |                                  |                                  |                           |                           |                                      |                                      |                                      |                                      |                                      |                                      |                            |                            |                                   |                                   |                                   |                                   |                                   |                                   |                                  |                                  |                                   |                                   |                                   |                                   |                                               |                                               |                                               |                                               |                                               |                                               |                                             |                                             |                                             |                                             |                                       |                                       |                                       |                                       |                                   |                                   |                                   |                                   |                                   |                                   |                                    |                                    |                                    |                                    |                                              |                                              |                                              |                                              |                                              |                                              |                                   |                                   |                                   |                                   |                        |                        |                                    |                                    |                                    |                                    |                                    |                                    |                                    |                                    |                                    |                                    |                                    |                                    |                                    |                                    |                               |                               |                               |                               |                         |                         |                         |                         |  |  |                                    |                                    |                                    |                                    |                                    |                                    |
|                                             |                                             |                                             |                                             |                                             |                                             |  |  |                                |                                |                                |                                |                                |                                |                              |                              |                                 |                                 |                                 |                                 |                                 |                                 |                             |                             |                                 |                                 |                                 |                                 |                                 |                                 |                                 |                                 |                                         |                                         |                                         |                                         |                                               |                                               |                                               |                                               |                                               |                                               |                                     |                                     |                                        |                                        |                                        |                                        |                                        |                                        |                                   |                                   |                                        |                                        |                                           |                                           |                                           |                                           |                                           |                                           |                                    |                                    |                                    |                                    |                                    |                                    |                                |                                |                               |                               |                               |                               |                                |                                |                                |                                |                                |                                |                          |                          |                                             |                                             |                                             |                                             |                                             |                                             |                             |                             |                                  |                                  |                                  |                                  |                                  |                                  |                           |                           |                                      |                                      |                                      |                                      |                                      |                                      |                            |                            |                                   |                                   |                                   |                                   |                                   |                                   |                                  |                                  |                                   |                                   |                                   |                                   |                                               |                                               |                                               |                                               |                                               |                                               |                                             |                                             |                                             |                                             |                                       |                                       |                                       |                                       |                                   |                                   |                                   |                                   |                                   |                                   |                                    |                                    |                                    |                                    |                                              |                                              |                                              |                                              |                                              |                                              |                                   |                                   |                                   |                                   |                        |                        |                                    |                                    |                                    |                                    |                                    |                                    |                                    |                                    |                                    |                                    |                                    |                                    |                                    |                                    |                               |                               |                               |                               |                         |                         |                         |                         |  |  |                                    |                                    |                                    |                                    |                                    |                                    |
|                                             |                                             |                                             |                                             |                                             |                                             |  |  |                                |                                |                                |                                |                                |                                |                              |                              |                                 |                                 |                                 |                                 |                                 |                                 |                             |                             |                                 |                                 |                                 |                                 |                                 |                                 |                                 |                                 |                                         |                                         |                                         |                                         |                                               |                                               |                                               |                                               |                                               |                                               |                                     |                                     |                                        |                                        |                                        |                                        |                                        |                                        |                                   |                                   |                                        |                                        |                                           |                                           |                                           |                                           |                                           |                                           |                                    |                                    |                                    |                                    |                                    |                                    |                                |                                |                               |                               |                               |                               |                                |                                |                                |                                |                                |                                |                          |                          |                                             |                                             |                                             |                                             |                                             |                                             |                             |                             |                                  |                                  |                                  |                                  |                                  |                                  |                           |                           |                                      |                                      |                                      |                                      |                                      |                                      |                            |                            |                                   |                                   |                                   |                                   |                                   |                                   |                                  |                                  |                                   |                                   |                                   |                                   |                                               |                                               |                                               |                                               |                                               |                                               |                                             |                                             |                                             |                                             |                                       |                                       |                                       |                                       |                                   |                                   |                                   |                                   |                                   |                                   |                                    |                                    |                                    |                                    |                                              |                                              |                                              |                                              |                                              |                                              |                                   |                                   |                                   |                                   |                        |                        |                                    |                                    |                                    |                                    |                                    |                                    |                                    |                                    |                                    |                                    |                                    |                                    |                                    |                                    |                               |                               |                               |                               |                         |                         |                         |                         |  |  |                                    |                                    |                                    |                                    |                                    |                                    |
|                                             |                                             |                                             |                                             |                                             |                                             |  |  |                                |                                |                                |                                |                                |                                |                              |                              |                                 |                                 |                                 |                                 |                                 |                                 |                             |                             |                                 |                                 |                                 |                                 |                                 |                                 |                                 |                                 | Charlotte Augusta de Galles (1796-1817) | Charlotte Augusta de Galles (1796-1817) | Charlotte Augusta de Galles (1796-1817) | Charlotte Augusta de Galles (1796-1817) | Charlotte Augusta de Galles (1796-1817)       | Charlotte Augusta de Galles (1796-1817)       |                                               |                                               | Léopold Ier de Belgique (1790-1865)           | Léopold Ier de Belgique (1790-1865)           | Léopold Ier de Belgique (1790-1865) | Léopold Ier de Belgique (1790-1865) | Léopold Ier de Belgique (1790-1865)    | Léopold Ier de Belgique (1790-1865)    |                                        |                                        | Louise d'Orléans (1812-1850)           | Louise d'Orléans (1812-1850)           | Louise d'Orléans (1812-1850)      | Louise d'Orléans (1812-1850)      | Louise d'Orléans (1812-1850)           | Louise d'Orléans (1812-1850)           |                                           |                                           |                                           |                                           |                                           |                                           |                                    |                                    |                                    |                                    |                                    |                                    |                                |                                |                               |                               |                               |                               |                                |                                |                                |                                |                                |                                |                          |                          |                                             |                                             |                                             |                                             |                                             |                                             |                             |                             |                                  |                                  |                                  |                                  |                                  |                                  |                           |                           |                                      |                                      |                                      |                                      |                                      |                                      |                            |                            |                                   |                                   |                                   |                                   |                                   |                                   |                                  |                                  |                                   |                                   |                                   |                                   |                                               |                                               |                                               |                                               |                                               |                                               |                                             |                                             |                                             |                                             |                                       |                                       |                                       |                                       |                                   |                                   |                                   |                                   |                                   |                                   |                                    |                                    |                                    |                                    |                                              |                                              |                                              |                                              |                                              |                                              |                                   |                                   |                                   |                                   |                        |                        | Arcadie Claret (1826-1897)         | Arcadie Claret (1826-1897)         | Arcadie Claret (1826-1897)         | Arcadie Claret (1826-1897)         | Arcadie Claret (1826-1897)         | Arcadie Claret (1826-1897)         |                                    |                                    |                                    |                                    |                                    |                                    |                                    |                                    |                               |                               |                               |                               |                         |                         |                         |                         |  |  |                                    |                                    |                                    |                                    |                                    |                                    |
|                                             |                                             |                                             |                                             |                                             |                                             |  |  |                                |                                |                                |                                |                                |                                |                              |                              |                                 |                                 |                                 |                                 |                                 |                                 |                             |                             |                                 |                                 |                                 |                                 |                                 |                                 |                                 |                                 | Charlotte Augusta de Galles (1796-1817) | Charlotte Augusta de Galles (1796-1817) | Charlotte Augusta de Galles (1796-1817) | Charlotte Augusta de Galles (1796-1817) | Charlotte Augusta de Galles (1796-1817)       | Charlotte Augusta de Galles (1796-1817)       |                                               |                                               | Léopold Ier de Belgique (1790-1865)           | Léopold Ier de Belgique (1790-1865)           | Léopold Ier de Belgique (1790-1865) | Léopold Ier de Belgique (1790-1865) | Léopold Ier de Belgique (1790-1865)    | Léopold Ier de Belgique (1790-1865)    |                                        |                                        | Louise d'Orléans (1812-1850)           | Louise d'Orléans (1812-1850)           | Louise d'Orléans (1812-1850)      | Louise d'Orléans (1812-1850)      | Louise d'Orléans (1812-1850)           | Louise d'Orléans (1812-1850)           |                                           |                                           |                                           |                                           |                                           |                                           |                                    |                                    |                                    |                                    |                                    |                                    |                                |                                |                               |                               |                               |                               |                                |                                |                                |                                |                                |                                |                          |                          |                                             |                                             |                                             |                                             |                                             |                                             |                             |                             |                                  |                                  |                                  |                                  |                                  |                                  |                           |                           |                                      |                                      |                                      |                                      |                                      |                                      |                            |                            |                                   |                                   |                                   |                                   |                                   |                                   |                                  |                                  |                                   |                                   |                                   |                                   |                                               |                                               |                                               |                                               |                                               |                                               |                                             |                                             |                                             |                                             |                                       |                                       |                                       |                                       |                                   |                                   |                                   |                                   |                                   |                                   |                                    |                                    |                                    |                                    |                                              |                                              |                                              |                                              |                                              |                                              |                                   |                                   |                                   |                                   |                        |                        | Arcadie Claret (1826-1897)         | Arcadie Claret (1826-1897)         | Arcadie Claret (1826-1897)         | Arcadie Claret (1826-1897)         | Arcadie Claret (1826-1897)         | Arcadie Claret (1826-1897)         |                                    |                                    |                                    |                                    |                                    |                                    |                                    |                                    |                               |                               |                               |                               |                         |                         |                         |                         |  |  |                                    |                                    |                                    |                                    |                                    |                                    |
|                                             |                                             |                                             |                                             |                                             |                                             |  |  |                                |                                |                                |                                |                                |                                |                              |                              |                                 |                                 |                                 |                                 |                                 |                                 |                             |                             |                                 |                                 |                                 |                                 |                                 |                                 |                                 |                                 |                                         |                                         |                                         |                                         |                                               |                                               |                                               |                                               |                                               |                                               |                                     |                                     |                                        |                                        |                                        |                                        |                                        |                                        |                                   |                                   |                                        |                                        |                                           |                                           |                                           |                                           |                                           |                                           |                                    |                                    |                                    |                                    |                                    |                                    |                                |                                |                               |                               |                               |                               |                                |                                |                                |                                |                                |                                |                          |                          |                                             |                                             |                                             |                                             |                                             |                                             |                             |                             |                                  |                                  |                                  |                                  |                                  |                                  |                           |                           |                                      |                                      |                                      |                                      |                                      |                                      |                            |                            |                                   |                                   |                                   |                                   |                                   |                                   |                                  |                                  |                                   |                                   |                                   |                                   |                                               |                                               |                                               |                                               |                                               |                                               |                                             |                                             |                                             |                                             |                                       |                                       |                                       |                                       |                                   |                                   |                                   |                                   |                                   |                                   |                                    |                                    |                                    |                                    |                                              |                                              |                                              |                                              |                                              |                                              |                                   |                                   |                                   |                                   |                        |                        |                                    |                                    |                                    |                                    |                                    |                                    |                                    |                                    |                                    |                                    |                                    |                                    |                                    |                                    |                               |                               |                               |                               |                         |                         |                         |                         |  |  |                                    |                                    |                                    |                                    |                                    |                                    |
|                                             |                                             |                                             |                                             |                                             |                                             |  |  |                                |                                |                                |                                |                                |                                |                              |                              |                                 |                                 |                                 |                                 |                                 |                                 |                             |                             |                                 |                                 |                                 |                                 |                                 |                                 |                                 |                                 |                                         |                                         |                                         |                                         |                                               |                                               |                                               |                                               |                                               |                                               |                                     |                                     |                                        |                                        |                                        |                                        |                                        |                                        |                                   |                                   |                                        |                                        |                                           |                                           |                                           |                                           |                                           |                                           |                                    |                                    |                                    |                                    |                                    |                                    |                                |                                |                               |                               |                               |                               |                                |                                |                                |                                |                                |                                |                          |                          |                                             |                                             |                                             |                                             |                                             |                                             |                             |                             |                                  |                                  |                                  |                                  |                                  |                                  |                           |                           |                                      |                                      |                                      |                                      |                                      |                                      |                            |                            |                                   |                                   |                                   |                                   |                                   |                                   |                                  |                                  |                                   |                                   |                                   |                                   |                                               |                                               |                                               |                                               |                                               |                                               |                                             |                                             |                                             |                                             |                                       |                                       |                                       |                                       |                                   |                                   |                                   |                                   |                                   |                                   |                                    |                                    |                                    |                                    |                                              |                                              |                                              |                                              |                                              |                                              |                                   |                                   |                                   |                                   |                        |                        |                                    |                                    |                                    |                                    |                                    |                                    |                                    |                                    |                                    |                                    |                                    |                                    |                                    |                                    |                               |                               |                               |                               |                         |                         |                         |                         |  |  |                                    |                                    |                                    |                                    |                                    |                                    |
|                                             |                                             |                                             |                                             |                                             |                                             |  |  |                                |                                |                                |                                |                                |                                |                              |                              |                                 |                                 |                                 |                                 |                                 |                                 |                             |                             |                                 |                                 |                                 |                                 |                                 |                                 |                                 |                                 |                                         |                                         |                                         |                                         | garçon mort-né (1817-1817)                    | garçon mort-né (1817-1817)                    | garçon mort-né (1817-1817)                    | garçon mort-né (1817-1817)                    | garçon mort-né (1817-1817)                    | garçon mort-né (1817-1817)                    |                                     |                                     | Louis-Philippe de Belgique (1833-1834) | Louis-Philippe de Belgique (1833-1834) | Louis-Philippe de Belgique (1833-1834) | Louis-Philippe de Belgique (1833-1834) | Louis-Philippe de Belgique (1833-1834) | Louis-Philippe de Belgique (1833-1834) |                                   |                                   | Marie-Henriette d'Autriche (1836-1902) | Marie-Henriette d'Autriche (1836-1902) | Marie-Henriette d'Autriche (1836-1902)    | Marie-Henriette d'Autriche (1836-1902)    | Marie-Henriette d'Autriche (1836-1902)    | Marie-Henriette d'Autriche (1836-1902)    |                                           |                                           | Léopold II de Belgique (1835-1909) | Léopold II de Belgique (1835-1909) | Léopold II de Belgique (1835-1909) | Léopold II de Belgique (1835-1909) | Léopold II de Belgique (1835-1909) | Léopold II de Belgique (1835-1909) |                                |                                | Blanche Delacroix (1883-1948) | Blanche Delacroix (1883-1948) | Blanche Delacroix (1883-1948) | Blanche Delacroix (1883-1948) | Blanche Delacroix (1883-1948)  | Blanche Delacroix (1883-1948)  |                                |                                |                                |                                |                          |                          |                                             |                                             |                                             |                                             |                                             |                                             |                             |                             |                                  |                                  |                                  |                                  |                                  |                                  |                           |                           |                                      |                                      |                                      |                                      |                                      |                                      |                            |                            |                                   |                                   |                                   |                                   | Philippe de Belgique (1837-1905)  | Philippe de Belgique (1837-1905)  | Philippe de Belgique (1837-1905) | Philippe de Belgique (1837-1905) | Philippe de Belgique (1837-1905)  | Philippe de Belgique (1837-1905)  |                                   |                                   | Marie de Hohenzollern-Sigmaringen (1845-1912) | Marie de Hohenzollern-Sigmaringen (1845-1912) | Marie de Hohenzollern-Sigmaringen (1845-1912) | Marie de Hohenzollern-Sigmaringen (1845-1912) | Marie de Hohenzollern-Sigmaringen (1845-1912) | Marie de Hohenzollern-Sigmaringen (1845-1912) |                                             |                                             | Maximilien Ier du Mexique (1832-1867)       | Maximilien Ier du Mexique (1832-1867)       | Maximilien Ier du Mexique (1832-1867) | Maximilien Ier du Mexique (1832-1867) | Maximilien Ier du Mexique (1832-1867) | Maximilien Ier du Mexique (1832-1867) |                                   |                                   | Charlotte de Belgique (1840-1927) | Charlotte de Belgique (1840-1927) | Charlotte de Belgique (1840-1927) | Charlotte de Belgique (1840-1927) | Charlotte de Belgique (1840-1927)  | Charlotte de Belgique (1840-1927)  |                                    |                                    | Georges-Frédéric von Eppinghoven (1849-1904) | Georges-Frédéric von Eppinghoven (1849-1904) | Georges-Frédéric von Eppinghoven (1849-1904) | Georges-Frédéric von Eppinghoven (1849-1904) | Georges-Frédéric von Eppinghoven (1849-1904) | Georges-Frédéric von Eppinghoven (1849-1904) |                                   |                                   | Anna Brust (1865-1943)            | Anna Brust (1865-1943)            | Anna Brust (1865-1943) | Anna Brust (1865-1943) | Anna Brust (1865-1943)             | Anna Brust (1865-1943)             |                                    |                                    | Arthur von Eppinghoven (1852-1940) | Arthur von Eppinghoven (1852-1940) | Arthur von Eppinghoven (1852-1940) | Arthur von Eppinghoven (1852-1940) | Arthur von Eppinghoven (1852-1940) | Arthur von Eppinghoven (1852-1940) |                                    |                                    | Anna Lydia Harris (1862-1944)      | Anna Lydia Harris (1862-1944)      | Anna Lydia Harris (1862-1944) | Anna Lydia Harris (1862-1944) | Anna Lydia Harris (1862-1944) | Anna Lydia Harris (1862-1944) |                         |                         |                         |                         |  |  |                                    |                                    |                                    |                                    |                                    |                                    |
|                                             |                                             |                                             |                                             |                                             |                                             |  |  |                                |                                |                                |                                |                                |                                |                              |                              |                                 |                                 |                                 |                                 |                                 |                                 |                             |                             |                                 |                                 |                                 |                                 |                                 |                                 |                                 |                                 |                                         |                                         |                                         |                                         | garçon mort-né (1817-1817)                    | garçon mort-né (1817-1817)                    | garçon mort-né (1817-1817)                    | garçon mort-né (1817-1817)                    | garçon mort-né (1817-1817)                    | garçon mort-né (1817-1817)                    |                                     |                                     | Louis-Philippe de Belgique (1833-1834) | Louis-Philippe de Belgique (1833-1834) | Louis-Philippe de Belgique (1833-1834) | Louis-Philippe de Belgique (1833-1834) | Louis-Philippe de Belgique (1833-1834) | Louis-Philippe de Belgique (1833-1834) |                                   |                                   | Marie-Henriette d'Autriche (1836-1902) | Marie-Henriette d'Autriche (1836-1902) | Marie-Henriette d'Autriche (1836-1902)    | Marie-Henriette d'Autriche (1836-1902)    | Marie-Henriette d'Autriche (1836-1902)    | Marie-Henriette d'Autriche (1836-1902)    |                                           |                                           | Léopold II de Belgique (1835-1909) | Léopold II de Belgique (1835-1909) | Léopold II de Belgique (1835-1909) | Léopold II de Belgique (1835-1909) | Léopold II de Belgique (1835-1909) | Léopold II de Belgique (1835-1909) |                                |                                | Blanche Delacroix (1883-1948) | Blanche Delacroix (1883-1948) | Blanche Delacroix (1883-1948) | Blanche Delacroix (1883-1948) | Blanche Delacroix (1883-1948)  | Blanche Delacroix (1883-1948)  |                                |                                |                                |                                |                          |                          |                                             |                                             |                                             |                                             |                                             |                                             |                             |                             |                                  |                                  |                                  |                                  |                                  |                                  |                           |                           |                                      |                                      |                                      |                                      |                                      |                                      |                            |                            |                                   |                                   |                                   |                                   | Philippe de Belgique (1837-1905)  | Philippe de Belgique (1837-1905)  | Philippe de Belgique (1837-1905) | Philippe de Belgique (1837-1905) | Philippe de Belgique (1837-1905)  | Philippe de Belgique (1837-1905)  |                                   |                                   | Marie de Hohenzollern-Sigmaringen (1845-1912) | Marie de Hohenzollern-Sigmaringen (1845-1912) | Marie de Hohenzollern-Sigmaringen (1845-1912) | Marie de Hohenzollern-Sigmaringen (1845-1912) | Marie de Hohenzollern-Sigmaringen (1845-1912) | Marie de Hohenzollern-Sigmaringen (1845-1912) |                                             |                                             | Maximilien Ier du Mexique (1832-1867)       | Maximilien Ier du Mexique (1832-1867)       | Maximilien Ier du Mexique (1832-1867) | Maximilien Ier du Mexique (1832-1867) | Maximilien Ier du Mexique (1832-1867) | Maximilien Ier du Mexique (1832-1867) |                                   |                                   | Charlotte de Belgique (1840-1927) | Charlotte de Belgique (1840-1927) | Charlotte de Belgique (1840-1927) | Charlotte de Belgique (1840-1927) | Charlotte de Belgique (1840-1927)  | Charlotte de Belgique (1840-1927)  |                                    |                                    | Georges-Frédéric von Eppinghoven (1849-1904) | Georges-Frédéric von Eppinghoven (1849-1904) | Georges-Frédéric von Eppinghoven (1849-1904) | Georges-Frédéric von Eppinghoven (1849-1904) | Georges-Frédéric von Eppinghoven (1849-1904) | Georges-Frédéric von Eppinghoven (1849-1904) |                                   |                                   | Anna Brust (1865-1943)            | Anna Brust (1865-1943)            | Anna Brust (1865-1943) | Anna Brust (1865-1943) | Anna Brust (1865-1943)             | Anna Brust (1865-1943)             |                                    |                                    | Arthur von Eppinghoven (1852-1940) | Arthur von Eppinghoven (1852-1940) | Arthur von Eppinghoven (1852-1940) | Arthur von Eppinghoven (1852-1940) | Arthur von Eppinghoven (1852-1940) | Arthur von Eppinghoven (1852-1940) |                                    |                                    | Anna Lydia Harris (1862-1944)      | Anna Lydia Harris (1862-1944)      | Anna Lydia Harris (1862-1944) | Anna Lydia Harris (1862-1944) | Anna Lydia Harris (1862-1944) | Anna Lydia Harris (1862-1944) |                         |                         |                         |                         |  |  |                                    |                                    |                                    |                                    |                                    |                                    |
|                                             |                                             |                                             |                                             |                                             |                                             |  |  |                                |                                |                                |                                |                                |                                |                              |                              |                                 |                                 |                                 |                                 |                                 |                                 |                             |                             |                                 |                                 |                                 |                                 |                                 |                                 |                                 |                                 |                                         |                                         |                                         |                                         |                                               |                                               |                                               |                                               |                                               |                                               |                                     |                                     |                                        |                                        |                                        |                                        |                                        |                                        |                                   |                                   |                                        |                                        |                                           |                                           |                                           |                                           |                                           |                                           |                                    |                                    |                                    |                                    |                                    |                                    |                                |                                |                               |                               |                               |                               |                                |                                |                                |                                |                                |                                |                          |                          |                                             |                                             |                                             |                                             |                                             |                                             |                             |                             |                                  |                                  |                                  |                                  |                                  |                                  |                           |                           |                                      |                                      |                                      |                                      |                                      |                                      |                            |                            |                                   |                                   |                                   |                                   |                                   |                                   |                                  |                                  |                                   |                                   |                                   |                                   |                                               |                                               |                                               |                                               |                                               |                                               |                                             |                                             |                                             |                                             |                                       |                                       |                                       |                                       |                                   |                                   |                                   |                                   |                                   |                                   |                                    |                                    |                                    |                                    |                                              |                                              |                                              |                                              |                                              |                                              |                                   |                                   |                                   |                                   |                        |                        |                                    |                                    |                                    |                                    |                                    |                                    |                                    |                                    |                                    |                                    |                                    |                                    |                                    |                                    |                               |                               |                               |                               |                         |                         |                         |                         |  |  |                                    |                                    |                                    |                                    |                                    |                                    |
|                                             |                                             |                                             |                                             |                                             |                                             |  |  |                                |                                |                                |                                |                                |                                |                              |                              |                                 |                                 |                                 |                                 |                                 |                                 |                             |                             |                                 |                                 |                                 |                                 |                                 |                                 |                                 |                                 |                                         |                                         |                                         |                                         |                                               |                                               |                                               |                                               |                                               |                                               |                                     |                                     |                                        |                                        |                                        |                                        |                                        |                                        |                                   |                                   |                                        |                                        |                                           |                                           |                                           |                                           |                                           |                                           |                                    |                                    |                                    |                                    |                                    |                                    |                                |                                |                               |                               |                               |                               |                                |                                |                                |                                |                                |                                |                          |                          |                                             |                                             |                                             |                                             |                                             |                                             |                             |                             |                                  |                                  |                                  |                                  |                                  |                                  |                           |                           |                                      |                                      |                                      |                                      |                                      |                                      |                            |                            |                                   |                                   |                                   |                                   |                                   |                                   |                                  |                                  |                                   |                                   |                                   |                                   |                                               |                                               |                                               |                                               |                                               |                                               |                                             |                                             |                                             |                                             |                                       |                                       |                                       |                                       |                                   |                                   |                                   |                                   |                                   |                                   |                                    |                                    |                                    |                                    |                                              |                                              |                                              |                                              |                                              |                                              |                                   |                                   |                                   |                                   |                        |                        |                                    |                                    |                                    |                                    |                                    |                                    |                                    |                                    |                                    |                                    |                                    |                                    |                                    |                                    |                               |                               |                               |                               |                         |                         |                         |                         |  |  |                                    |                                    |                                    |                                    |                                    |                                    |
| Philippe de Saxe-Cobourg-Kohary (1844-1921) | Philippe de Saxe-Cobourg-Kohary (1844-1921) | Philippe de Saxe-Cobourg-Kohary (1844-1921) | Philippe de Saxe-Cobourg-Kohary (1844-1921) | Philippe de Saxe-Cobourg-Kohary (1844-1921) | Philippe de Saxe-Cobourg-Kohary (1844-1921) |  |  | Louise de Belgique (1858-1924) | Louise de Belgique (1858-1924) | Louise de Belgique (1858-1924) | Louise de Belgique (1858-1924) | Louise de Belgique (1858-1924) | Louise de Belgique (1858-1924) |                              |                              | Léopold de Belgique (1859-1869) | Léopold de Belgique (1859-1869) | Léopold de Belgique (1859-1869) | Léopold de Belgique (1859-1869) | Léopold de Belgique (1859-1869) | Léopold de Belgique (1859-1869) |                             |                             | Rodolphe d'Autriche (1858-1889) | Rodolphe d'Autriche (1858-1889) | Rodolphe d'Autriche (1858-1889) | Rodolphe d'Autriche (1858-1889) | Rodolphe d'Autriche (1858-1889) | Rodolphe d'Autriche (1858-1889) |                                 |                                 | Stéphanie de Belgique (1864-1945)       | Stéphanie de Belgique (1864-1945)       | Stéphanie de Belgique (1864-1945)       | Stéphanie de Belgique (1864-1945)       | Stéphanie de Belgique (1864-1945)             | Stéphanie de Belgique (1864-1945)             |                                               |                                               | Elemér Lónyay (1863-1946)                     | Elemér Lónyay (1863-1946)                     | Elemér Lónyay (1863-1946)           | Elemér Lónyay (1863-1946)           | Elemér Lónyay (1863-1946)              | Elemér Lónyay (1863-1946)              |                                        |                                        | Victor Napoléon (1862-1926)            | Victor Napoléon (1862-1926)            | Victor Napoléon (1862-1926)       | Victor Napoléon (1862-1926)       | Victor Napoléon (1862-1926)            | Victor Napoléon (1862-1926)            |                                           |                                           | Clémentine de Belgique (1872-1955)        | Clémentine de Belgique (1872-1955)        | Clémentine de Belgique (1872-1955)        | Clémentine de Belgique (1872-1955)        | Clémentine de Belgique (1872-1955) | Clémentine de Belgique (1872-1955) |                                    |                                    | Lucien Durrieux (1906-1984)        | Lucien Durrieux (1906-1984)        | Lucien Durrieux (1906-1984)    | Lucien Durrieux (1906-1984)    | Lucien Durrieux (1906-1984)   | Lucien Durrieux (1906-1984)   |                               |                               | Lucie Mundutey (1900-2005)     | Lucie Mundutey (1900-2005)     | Lucie Mundutey (1900-2005)     | Lucie Mundutey (1900-2005)     | Lucie Mundutey (1900-2005)     | Lucie Mundutey (1900-2005)     |                          |                          | Philippe Durrieux (1907-1914)               | Philippe Durrieux (1907-1914)               | Philippe Durrieux (1907-1914)               | Philippe Durrieux (1907-1914)               | Philippe Durrieux (1907-1914)               | Philippe Durrieux (1907-1914)               |                             |                             | Baudouin de Belgique (1869-1891) | Baudouin de Belgique (1869-1891) | Baudouin de Belgique (1869-1891) | Baudouin de Belgique (1869-1891) | Baudouin de Belgique (1869-1891) | Baudouin de Belgique (1869-1891) |                           |                           | Emmanuel d'Orléans (1872-1931)       | Emmanuel d'Orléans (1872-1931)       | Emmanuel d'Orléans (1872-1931)       | Emmanuel d'Orléans (1872-1931)       | Emmanuel d'Orléans (1872-1931)       | Emmanuel d'Orléans (1872-1931)       |                            |                            | Henriette de Belgique (1870-1948) | Henriette de Belgique (1870-1948) | Henriette de Belgique (1870-1948) | Henriette de Belgique (1870-1948) | Henriette de Belgique (1870-1948) | Henriette de Belgique (1870-1948) |                                  |                                  | Joséphine de Belgique (1870-1871) | Joséphine de Belgique (1870-1871) | Joséphine de Belgique (1870-1871) | Joséphine de Belgique (1870-1871) | Joséphine de Belgique (1870-1871)             | Joséphine de Belgique (1870-1871)             |                                               |                                               | Charles-Antoine de Hohenzollern (1868-1919)   | Charles-Antoine de Hohenzollern (1868-1919)   | Charles-Antoine de Hohenzollern (1868-1919) | Charles-Antoine de Hohenzollern (1868-1919) | Charles-Antoine de Hohenzollern (1868-1919) | Charles-Antoine de Hohenzollern (1868-1919) |                                       |                                       | Joséphine de Belgique (1872-1958)     | Joséphine de Belgique (1872-1958)     | Joséphine de Belgique (1872-1958) | Joséphine de Belgique (1872-1958) | Joséphine de Belgique (1872-1958) | Joséphine de Belgique (1872-1958) |                                   |                                   | Albert Ier de Belgique (1875-1934) | Albert Ier de Belgique (1875-1934) | Albert Ier de Belgique (1875-1934) | Albert Ier de Belgique (1875-1934) | Albert Ier de Belgique (1875-1934)           | Albert Ier de Belgique (1875-1934)           |                                              |                                              | Élisabeth en Bavière (1876-1965)             | Élisabeth en Bavière (1876-1965)             | Élisabeth en Bavière (1876-1965)  | Élisabeth en Bavière (1876-1965)  | Élisabeth en Bavière (1876-1965)  | Élisabeth en Bavière (1876-1965)  |                        |                        |                                    |                                    |                                    |                                    |                                    |                                    |                                    |                                    |                                    |                                    |                                    |                                    |                                    |                                    |                               |                               |                               |                               |                         |                         |                         |                         |  |  |                                    |                                    |                                    |                                    |                                    |                                    |
| Philippe de Saxe-Cobourg-Kohary (1844-1921) | Philippe de Saxe-Cobourg-Kohary (1844-1921) | Philippe de Saxe-Cobourg-Kohary (1844-1921) | Philippe de Saxe-Cobourg-Kohary (1844-1921) | Philippe de Saxe-Cobourg-Kohary (1844-1921) | Philippe de Saxe-Cobourg-Kohary (1844-1921) |  |  | Louise de Belgique (1858-1924) | Louise de Belgique (1858-1924) | Louise de Belgique (1858-1924) | Louise de Belgique (1858-1924) | Louise de Belgique (1858-1924) | Louise de Belgique (1858-1924) |                              |                              | Léopold de Belgique (1859-1869) | Léopold de Belgique (1859-1869) | Léopold de Belgique (1859-1869) | Léopold de Belgique (1859-1869) | Léopold de Belgique (1859-1869) | Léopold de Belgique (1859-1869) |                             |                             | Rodolphe d'Autriche (1858-1889) | Rodolphe d'Autriche (1858-1889) | Rodolphe d'Autriche (1858-1889) | Rodolphe d'Autriche (1858-1889) | Rodolphe d'Autriche (1858-1889) | Rodolphe d'Autriche (1858-1889) |                                 |                                 | Stéphanie de Belgique (1864-1945)       | Stéphanie de Belgique (1864-1945)       | Stéphanie de Belgique (1864-1945)       | Stéphanie de Belgique (1864-1945)       | Stéphanie de Belgique (1864-1945)             | Stéphanie de Belgique (1864-1945)             |                                               |                                               | Elemér Lónyay (1863-1946)                     | Elemér Lónyay (1863-1946)                     | Elemér Lónyay (1863-1946)           | Elemér Lónyay (1863-1946)           | Elemér Lónyay (1863-1946)              | Elemér Lónyay (1863-1946)              |                                        |                                        | Victor Napoléon (1862-1926)            | Victor Napoléon (1862-1926)            | Victor Napoléon (1862-1926)       | Victor Napoléon (1862-1926)       | Victor Napoléon (1862-1926)            | Victor Napoléon (1862-1926)            |                                           |                                           | Clémentine de Belgique (1872-1955)        | Clémentine de Belgique (1872-1955)        | Clémentine de Belgique (1872-1955)        | Clémentine de Belgique (1872-1955)        | Clémentine de Belgique (1872-1955) | Clémentine de Belgique (1872-1955) |                                    |                                    | Lucien Durrieux (1906-1984)        | Lucien Durrieux (1906-1984)        | Lucien Durrieux (1906-1984)    | Lucien Durrieux (1906-1984)    | Lucien Durrieux (1906-1984)   | Lucien Durrieux (1906-1984)   |                               |                               | Lucie Mundutey (1900-2005)     | Lucie Mundutey (1900-2005)     | Lucie Mundutey (1900-2005)     | Lucie Mundutey (1900-2005)     | Lucie Mundutey (1900-2005)     | Lucie Mundutey (1900-2005)     |                          |                          | Philippe Durrieux (1907-1914)               | Philippe Durrieux (1907-1914)               | Philippe Durrieux (1907-1914)               | Philippe Durrieux (1907-1914)               | Philippe Durrieux (1907-1914)               | Philippe Durrieux (1907-1914)               |                             |                             | Baudouin de Belgique (1869-1891) | Baudouin de Belgique (1869-1891) | Baudouin de Belgique (1869-1891) | Baudouin de Belgique (1869-1891) | Baudouin de Belgique (1869-1891) | Baudouin de Belgique (1869-1891) |                           |                           | Emmanuel d'Orléans (1872-1931)       | Emmanuel d'Orléans (1872-1931)       | Emmanuel d'Orléans (1872-1931)       | Emmanuel d'Orléans (1872-1931)       | Emmanuel d'Orléans (1872-1931)       | Emmanuel d'Orléans (1872-1931)       |                            |                            | Henriette de Belgique (1870-1948) | Henriette de Belgique (1870-1948) | Henriette de Belgique (1870-1948) | Henriette de Belgique (1870-1948) | Henriette de Belgique (1870-1948) | Henriette de Belgique (1870-1948) |                                  |                                  | Joséphine de Belgique (1870-1871) | Joséphine de Belgique (1870-1871) | Joséphine de Belgique (1870-1871) | Joséphine de Belgique (1870-1871) | Joséphine de Belgique (1870-1871)             | Joséphine de Belgique (1870-1871)             |                                               |                                               | Charles-Antoine de Hohenzollern (1868-1919)   | Charles-Antoine de Hohenzollern (1868-1919)   | Charles-Antoine de Hohenzollern (1868-1919) | Charles-Antoine de Hohenzollern (1868-1919) | Charles-Antoine de Hohenzollern (1868-1919) | Charles-Antoine de Hohenzollern (1868-1919) |                                       |                                       | Joséphine de Belgique (1872-1958)     | Joséphine de Belgique (1872-1958)     | Joséphine de Belgique (1872-1958) | Joséphine de Belgique (1872-1958) | Joséphine de Belgique (1872-1958) | Joséphine de Belgique (1872-1958) |                                   |                                   | Albert Ier de Belgique (1875-1934) | Albert Ier de Belgique (1875-1934) | Albert Ier de Belgique (1875-1934) | Albert Ier de Belgique (1875-1934) | Albert Ier de Belgique (1875-1934)           | Albert Ier de Belgique (1875-1934)           |                                              |                                              | Élisabeth en Bavière (1876-1965)             | Élisabeth en Bavière (1876-1965)             | Élisabeth en Bavière (1876-1965)  | Élisabeth en Bavière (1876-1965)  | Élisabeth en Bavière (1876-1965)  | Élisabeth en Bavière (1876-1965)  |                        |                        |                                    |                                    |                                    |                                    |                                    |                                    |                                    |                                    |                                    |                                    |                                    |                                    |                                    |                                    |                               |                               |                               |                               |                         |                         |                         |                         |  |  |                                    |                                    |                                    |                                    |                                    |                                    |
|                                             |                                             |                                             |                                             |                                             |                                             |  |  |                                |                                |                                |                                |                                |                                |                              |                              |                                 |                                 |                                 |                                 |                                 |                                 |                             |                             |                                 |                                 |                                 |                                 |                                 |                                 |                                 |                                 |                                         |                                         |                                         |                                         |                                               |                                               |                                               |                                               |                                               |                                               |                                     |                                     |                                        |                                        |                                        |                                        |                                        |                                        |                                   |                                   |                                        |                                        |                                           |                                           |                                           |                                           |                                           |                                           |                                    |                                    |                                    |                                    |                                    |                                    |                                |                                |                               |                               |                               |                               |                                |                                |                                |                                |                                |                                |                          |                          |                                             |                                             |                                             |                                             |                                             |                                             |                             |                             |                                  |                                  |                                  |                                  |                                  |                                  |                           |                           |                                      |                                      |                                      |                                      |                                      |                                      |                            |                            |                                   |                                   |                                   |                                   |                                   |                                   |                                  |                                  |                                   |                                   |                                   |                                   |                                               |                                               |                                               |                                               |                                               |                                               |                                             |                                             |                                             |                                             |                                       |                                       |                                       |                                       |                                   |                                   |                                   |                                   |                                   |                                   |                                    |                                    |                                    |                                    |                                              |                                              |                                              |                                              |                                              |                                              |                                   |                                   |                                   |                                   |                        |                        |                                    |                                    |                                    |                                    |                                    |                                    |                                    |                                    |                                    |                                    |                                    |                                    |                                    |                                    |                               |                               |                               |                               |                         |                         |                         |                         |  |  |                                    |                                    |                                    |                                    |                                    |                                    |
|                                             |                                             |                                             |                                             |                                             |                                             |  |  |                                |                                |                                |                                |                                |                                |                              |                              |                                 |                                 |                                 |                                 |                                 |                                 |                             |                             |                                 |                                 |                                 |                                 |                                 |                                 |                                 |                                 |                                         |                                         |                                         |                                         |                                               |                                               |                                               |                                               |                                               |                                               |                                     |                                     |                                        |                                        |                                        |                                        |                                        |                                        |                                   |                                   |                                        |                                        |                                           |                                           |                                           |                                           |                                           |                                           |                                    |                                    |                                    |                                    |                                    |                                    |                                |                                |                               |                               |                               |                               |                                |                                |                                |                                |                                |                                |                          |                          |                                             |                                             |                                             |                                             |                                             |                                             |                             |                             |                                  |                                  |                                  |                                  |                                  |                                  |                           |                           |                                      |                                      |                                      |                                      |                                      |                                      |                            |                            |                                   |                                   |                                   |                                   |                                   |                                   |                                  |                                  |                                   |                                   |                                   |                                   |                                               |                                               |                                               |                                               |                                               |                                               |                                             |                                             |                                             |                                             |                                       |                                       |                                       |                                       |                                   |                                   |                                   |                                   |                                   |                                   |                                    |                                    |                                    |                                    |                                              |                                              |                                              |                                              |                                              |                                              |                                   |                                   |                                   |                                   |                        |                        |                                    |                                    |                                    |                                    |                                    |                                    |                                    |                                    |                                    |                                    |                                    |                                    |                                    |                                    |                               |                               |                               |                               |                         |                         |                         |                         |  |  |                                    |                                    |                                    |                                    |                                    |                                    |
|                                             |                                             |                                             |                                             |                                             |                                             |  |  |                                |                                |                                |                                |                                |                                |                              |                              |                                 |                                 |                                 |                                 |                                 |                                 |                             |                             |                                 |                                 |                                 |                                 |                                 |                                 |                                 |                                 |                                         |                                         |                                         |                                         |                                               |                                               |                                               |                                               |                                               |                                               |                                     |                                     |                                        |                                        |                                        |                                        |                                        |                                        |                                   |                                   |                                        |                                        |                                           |                                           |                                           |                                           |                                           |                                           |                                    |                                    |                                    |                                    |                                    |                                    |                                |                                |                               |                               |                               |                               |                                |                                |                                |                                |                                |                                |                          |                          |                                             |                                             |                                             |                                             |                                             |                                             |                             |                             |                                  |                                  |                                  |                                  |                                  |                                  |                           |                           |                                      |                                      |                                      |                                      |                                      |                                      |                            |                            |                                   |                                   |                                   |                                   |                                   |                                   |                                  |                                  | Astrid de Suède (1905-1935)       | Astrid de Suède (1905-1935)       | Astrid de Suède (1905-1935)       | Astrid de Suède (1905-1935)       | Astrid de Suède (1905-1935)                   | Astrid de Suède (1905-1935)                   |                                               |                                               | Léopold III de Belgique (1901-1983)]          | Léopold III de Belgique (1901-1983)]          | Léopold III de Belgique (1901-1983)]        | Léopold III de Belgique (1901-1983)]        | Léopold III de Belgique (1901-1983)]        | Léopold III de Belgique (1901-1983)]        |                                       |                                       | Lilian Baels (1916-2002)              | Lilian Baels (1916-2002)              | Lilian Baels (1916-2002)          | Lilian Baels (1916-2002)          | Lilian Baels (1916-2002)          | Lilian Baels (1916-2002)          |                                   |                                   | Charles de Belgique (1903-1983)    | Charles de Belgique (1903-1983)    | Charles de Belgique (1903-1983)    | Charles de Belgique (1903-1983)    | Charles de Belgique (1903-1983)              | Charles de Belgique (1903-1983)              |                                              |                                              | Jacqueline Peyrebrune (1921-2014)            | Jacqueline Peyrebrune (1921-2014)            | Jacqueline Peyrebrune (1921-2014) | Jacqueline Peyrebrune (1921-2014) | Jacqueline Peyrebrune (1921-2014) | Jacqueline Peyrebrune (1921-2014) |                        |                        | Humbert II d'Italie (1904-1983)    | Humbert II d'Italie (1904-1983)    | Humbert II d'Italie (1904-1983)    | Humbert II d'Italie (1904-1983)    | Humbert II d'Italie (1904-1983)    | Humbert II d'Italie (1904-1983)    |                                    |                                    | Marie-José de Belgique (1906-2001) | Marie-José de Belgique (1906-2001) | Marie-José de Belgique (1906-2001) | Marie-José de Belgique (1906-2001) | Marie-José de Belgique (1906-2001) | Marie-José de Belgique (1906-2001) |                               |                               |                               |                               |                         |                         |                         |                         |  |  |                                    |                                    |                                    |                                    |                                    |                                    |
|                                             |                                             |                                             |                                             |                                             |                                             |  |  |                                |                                |                                |                                |                                |                                |                              |                              |                                 |                                 |                                 |                                 |                                 |                                 |                             |                             |                                 |                                 |                                 |                                 |                                 |                                 |                                 |                                 |                                         |                                         |                                         |                                         |                                               |                                               |                                               |                                               |                                               |                                               |                                     |                                     |                                        |                                        |                                        |                                        |                                        |                                        |                                   |                                   |                                        |                                        |                                           |                                           |                                           |                                           |                                           |                                           |                                    |                                    |                                    |                                    |                                    |                                    |                                |                                |                               |                               |                               |                               |                                |                                |                                |                                |                                |                                |                          |                          |                                             |                                             |                                             |                                             |                                             |                                             |                             |                             |                                  |                                  |                                  |                                  |                                  |                                  |                           |                           |                                      |                                      |                                      |                                      |                                      |                                      |                            |                            |                                   |                                   |                                   |                                   |                                   |                                   |                                  |                                  | Astrid de Suède (1905-1935)       | Astrid de Suède (1905-1935)       | Astrid de Suède (1905-1935)       | Astrid de Suède (1905-1935)       | Astrid de Suède (1905-1935)                   | Astrid de Suède (1905-1935)                   |                                               |                                               | Léopold III de Belgique (1901-1983)]          | Léopold III de Belgique (1901-1983)]          | Léopold III de Belgique (1901-1983)]        | Léopold III de Belgique (1901-1983)]        | Léopold III de Belgique (1901-1983)]        | Léopold III de Belgique (1901-1983)]        |                                       |                                       | Lilian Baels (1916-2002)              | Lilian Baels (1916-2002)              | Lilian Baels (1916-2002)          | Lilian Baels (1916-2002)          | Lilian Baels (1916-2002)          | Lilian Baels (1916-2002)          |                                   |                                   | Charles de Belgique (1903-1983)    | Charles de Belgique (1903-1983)    | Charles de Belgique (1903-1983)    | Charles de Belgique (1903-1983)    | Charles de Belgique (1903-1983)              | Charles de Belgique (1903-1983)              |                                              |                                              | Jacqueline Peyrebrune (1921-2014)            | Jacqueline Peyrebrune (1921-2014)            | Jacqueline Peyrebrune (1921-2014) | Jacqueline Peyrebrune (1921-2014) | Jacqueline Peyrebrune (1921-2014) | Jacqueline Peyrebrune (1921-2014) |                        |                        | Humbert II d'Italie (1904-1983)    | Humbert II d'Italie (1904-1983)    | Humbert II d'Italie (1904-1983)    | Humbert II d'Italie (1904-1983)    | Humbert II d'Italie (1904-1983)    | Humbert II d'Italie (1904-1983)    |                                    |                                    | Marie-José de Belgique (1906-2001) | Marie-José de Belgique (1906-2001) | Marie-José de Belgique (1906-2001) | Marie-José de Belgique (1906-2001) | Marie-José de Belgique (1906-2001) | Marie-José de Belgique (1906-2001) |                               |                               |                               |                               |                         |                         |                         |                         |  |  |                                    |                                    |                                    |                                    |                                    |                                    |
|                                             |                                             |                                             |                                             |                                             |                                             |  |  |                                |                                |                                |                                |                                |                                |                              |                              |                                 |                                 |                                 |                                 |                                 |                                 |                             |                             |                                 |                                 |                                 |                                 |                                 |                                 |                                 |                                 |                                         |                                         |                                         |                                         |                                               |                                               |                                               |                                               |                                               |                                               |                                     |                                     |                                        |                                        |                                        |                                        |                                        |                                        |                                   |                                   |                                        |                                        |                                           |                                           |                                           |                                           |                                           |                                           |                                    |                                    |                                    |                                    |                                    |                                    |                                |                                |                               |                               |                               |                               |                                |                                |                                |                                |                                |                                |                          |                          |                                             |                                             |                                             |                                             |                                             |                                             |                             |                             |                                  |                                  |                                  |                                  |                                  |                                  |                           |                           |                                      |                                      |                                      |                                      |                                      |                                      |                            |                            |                                   |                                   |                                   |                                   |                                   |                                   |                                  |                                  |                                   |                                   |                                   |                                   |                                               |                                               |                                               |                                               |                                               |                                               |                                             |                                             |                                             |                                             |                                       |                                       |                                       |                                       |                                   |                                   |                                   |                                   |                                   |                                   |                                    |                                    |                                    |                                    |                                              |                                              |                                              |                                              |                                              |                                              |                                   |                                   |                                   |                                   |                        |                        |                                    |                                    |                                    |                                    |                                    |                                    |                                    |                                    |                                    |                                    |                                    |                                    |                                    |                                    |                               |                               |                               |                               |                         |                         |                         |                         |  |  |                                    |                                    |                                    |                                    |                                    |                                    |
|                                             |                                             |                                             |                                             |                                             |                                             |  |  |                                |                                |                                |                                |                                |                                |                              |                              |                                 |                                 |                                 |                                 |                                 |                                 |                             |                             |                                 |                                 |                                 |                                 |                                 |                                 |                                 |                                 |                                         |                                         |                                         |                                         |                                               |                                               |                                               |                                               |                                               |                                               |                                     |                                     |                                        |                                        |                                        |                                        |                                        |                                        |                                   |                                   |                                        |                                        |                                           |                                           |                                           |                                           |                                           |                                           |                                    |                                    |                                    |                                    |                                    |                                    |                                |                                |                               |                               |                               |                               |                                |                                |                                |                                |                                |                                |                          |                          |                                             |                                             |                                             |                                             |                                             |                                             |                             |                             |                                  |                                  |                                  |                                  |                                  |                                  |                           |                           |                                      |                                      |                                      |                                      |                                      |                                      |                            |                            |                                   |                                   |                                   |                                   |                                   |                                   |                                  |                                  |                                   |                                   |                                   |                                   |                                               |                                               |                                               |                                               |                                               |                                               |                                             |                                             |                                             |                                             |                                       |                                       |                                       |                                       |                                   |                                   |                                   |                                   |                                   |                                   |                                    |                                    |                                    |                                    |                                              |                                              |                                              |                                              |                                              |                                              |                                   |                                   |                                   |                                   |                        |                        |                                    |                                    |                                    |                                    |                                    |                                    |                                    |                                    |                                    |                                    |                                    |                                    |                                    |                                    |                               |                               |                               |                               |                         |                         |                         |                         |  |  |                                    |                                    |                                    |                                    |                                    |                                    |
|                                             |                                             |                                             |                                             |                                             |                                             |  |  |                                |                                |                                |                                |                                |                                |                              |                              |                                 |                                 |                                 |                                 |                                 |                                 |                             |                             |                                 |                                 |                                 |                                 |                                 |                                 |                                 |                                 |                                         |                                         |                                         |                                         |                                               |                                               |                                               |                                               |                                               |                                               |                                     |                                     |                                        |                                        |                                        |                                        |                                        |                                        |                                   |                                   |                                        |                                        |                                           |                                           |                                           |                                           |                                           |                                           |                                    |                                    |                                    |                                    |                                    |                                    |                                |                                |                               |                               |                               |                               | Jean de Luxembourg (1921-2019) | Jean de Luxembourg (1921-2019) | Jean de Luxembourg (1921-2019) | Jean de Luxembourg (1921-2019) | Jean de Luxembourg (1921-2019) | Jean de Luxembourg (1921-2019) |                          |                          | Joséphine-Charlotte de Belgique (1927-2005) | Joséphine-Charlotte de Belgique (1927-2005) | Joséphine-Charlotte de Belgique (1927-2005) | Joséphine-Charlotte de Belgique (1927-2005) | Joséphine-Charlotte de Belgique (1927-2005) | Joséphine-Charlotte de Belgique (1927-2005) |                             |                             | Baudouin de Belgique (1930-1993) | Baudouin de Belgique (1930-1993) | Baudouin de Belgique (1930-1993) | Baudouin de Belgique (1930-1993) | Baudouin de Belgique (1930-1993) | Baudouin de Belgique (1930-1993) |                           |                           | Fabiola de Mora y Aragón (1928-2014) | Fabiola de Mora y Aragón (1928-2014) | Fabiola de Mora y Aragón (1928-2014) | Fabiola de Mora y Aragón (1928-2014) | Fabiola de Mora y Aragón (1928-2014) | Fabiola de Mora y Aragón (1928-2014) |                            |                            | Paola Ruffo di Calabria (1937)    | Paola Ruffo di Calabria (1937)    | Paola Ruffo di Calabria (1937)    | Paola Ruffo di Calabria (1937)    | Paola Ruffo di Calabria (1937)    | Paola Ruffo di Calabria (1937)    |                                  |                                  | Albert II de Belgique (1934)      | Albert II de Belgique (1934)      | Albert II de Belgique (1934)      | Albert II de Belgique (1934)      | Albert II de Belgique (1934)                  | Albert II de Belgique (1934)                  |                                               |                                               | Sybille de Selys Longchamps (1941)            | Sybille de Selys Longchamps (1941)            | Sybille de Selys Longchamps (1941)          | Sybille de Selys Longchamps (1941)          | Sybille de Selys Longchamps (1941)          | Sybille de Selys Longchamps (1941)          |                                       |                                       | Alexandre de Belgique (1942-2009)     | Alexandre de Belgique (1942-2009)     | Alexandre de Belgique (1942-2009) | Alexandre de Belgique (1942-2009) | Alexandre de Belgique (1942-2009) | Alexandre de Belgique (1942-2009) |                                   |                                   | Léa Wolman (1951)                  | Léa Wolman (1951)                  | Léa Wolman (1951)                  | Léa Wolman (1951)                  | Léa Wolman (1951)                            | Léa Wolman (1951)                            |                                              |                                              | Paul Drucker (1938-2008)                     | Paul Drucker (1938-2008)                     | Paul Drucker (1938-2008)          | Paul Drucker (1938-2008)          | Paul Drucker (1938-2008)          | Paul Drucker (1938-2008)          |                        |                        | Marie-Christine de Belgique (1951) | Marie-Christine de Belgique (1951) | Marie-Christine de Belgique (1951) | Marie-Christine de Belgique (1951) | Marie-Christine de Belgique (1951) | Marie-Christine de Belgique (1951) |                                    |                                    | Jean-Paul Gourgues (1941)          | Jean-Paul Gourgues (1941)          | Jean-Paul Gourgues (1941)          | Jean-Paul Gourgues (1941)          | Jean-Paul Gourgues (1941)          | Jean-Paul Gourgues (1941)          |                               |                               | Salvador Moncada (1944)       | Salvador Moncada (1944)       | Salvador Moncada (1944) | Salvador Moncada (1944) | Salvador Moncada (1944) | Salvador Moncada (1944) |  |  | Maria-Esméralda de Belgique (1956) | Maria-Esméralda de Belgique (1956) | Maria-Esméralda de Belgique (1956) | Maria-Esméralda de Belgique (1956) | Maria-Esméralda de Belgique (1956) | Maria-Esméralda de Belgique (1956) |
|                                             |                                             |                                             |                                             |                                             |                                             |  |  |                                |                                |                                |                                |                                |                                |                              |                              |                                 |                                 |                                 |                                 |                                 |                                 |                             |                             |                                 |                                 |                                 |                                 |                                 |                                 |                                 |                                 |                                         |                                         |                                         |                                         |                                               |                                               |                                               |                                               |                                               |                                               |                                     |                                     |                                        |                                        |                                        |                                        |                                        |                                        |                                   |                                   |                                        |                                        |                                           |                                           |                                           |                                           |                                           |                                           |                                    |                                    |                                    |                                    |                                    |                                    |                                |                                |                               |                               |                               |                               | Jean de Luxembourg (1921-2019) | Jean de Luxembourg (1921-2019) | Jean de Luxembourg (1921-2019) | Jean de Luxembourg (1921-2019) | Jean de Luxembourg (1921-2019) | Jean de Luxembourg (1921-2019) |                          |                          | Joséphine-Charlotte de Belgique (1927-2005) | Joséphine-Charlotte de Belgique (1927-2005) | Joséphine-Charlotte de Belgique (1927-2005) | Joséphine-Charlotte de Belgique (1927-2005) | Joséphine-Charlotte de Belgique (1927-2005) | Joséphine-Charlotte de Belgique (1927-2005) |                             |                             | Baudouin de Belgique (1930-1993) | Baudouin de Belgique (1930-1993) | Baudouin de Belgique (1930-1993) | Baudouin de Belgique (1930-1993) | Baudouin de Belgique (1930-1993) | Baudouin de Belgique (1930-1993) |                           |                           | Fabiola de Mora y Aragón (1928-2014) | Fabiola de Mora y Aragón (1928-2014) | Fabiola de Mora y Aragón (1928-2014) | Fabiola de Mora y Aragón (1928-2014) | Fabiola de Mora y Aragón (1928-2014) | Fabiola de Mora y Aragón (1928-2014) |                            |                            | Paola Ruffo di Calabria (1937)    | Paola Ruffo di Calabria (1937)    | Paola Ruffo di Calabria (1937)    | Paola Ruffo di Calabria (1937)    | Paola Ruffo di Calabria (1937)    | Paola Ruffo di Calabria (1937)    |                                  |                                  | Albert II de Belgique (1934)      | Albert II de Belgique (1934)      | Albert II de Belgique (1934)      | Albert II de Belgique (1934)      | Albert II de Belgique (1934)                  | Albert II de Belgique (1934)                  |                                               |                                               | Sybille de Selys Longchamps (1941)            | Sybille de Selys Longchamps (1941)            | Sybille de Selys Longchamps (1941)          | Sybille de Selys Longchamps (1941)          | Sybille de Selys Longchamps (1941)          | Sybille de Selys Longchamps (1941)          |                                       |                                       | Alexandre de Belgique (1942-2009)     | Alexandre de Belgique (1942-2009)     | Alexandre de Belgique (1942-2009) | Alexandre de Belgique (1942-2009) | Alexandre de Belgique (1942-2009) | Alexandre de Belgique (1942-2009) |                                   |                                   | Léa Wolman (1951)                  | Léa Wolman (1951)                  | Léa Wolman (1951)                  | Léa Wolman (1951)                  | Léa Wolman (1951)                            | Léa Wolman (1951)                            |                                              |                                              | Paul Drucker (1938-2008)                     | Paul Drucker (1938-2008)                     | Paul Drucker (1938-2008)          | Paul Drucker (1938-2008)          | Paul Drucker (1938-2008)          | Paul Drucker (1938-2008)          |                        |                        | Marie-Christine de Belgique (1951) | Marie-Christine de Belgique (1951) | Marie-Christine de Belgique (1951) | Marie-Christine de Belgique (1951) | Marie-Christine de Belgique (1951) | Marie-Christine de Belgique (1951) |                                    |                                    | Jean-Paul Gourgues (1941)          | Jean-Paul Gourgues (1941)          | Jean-Paul Gourgues (1941)          | Jean-Paul Gourgues (1941)          | Jean-Paul Gourgues (1941)          | Jean-Paul Gourgues (1941)          |                               |                               | Salvador Moncada (1944)       | Salvador Moncada (1944)       | Salvador Moncada (1944) | Salvador Moncada (1944) | Salvador Moncada (1944) | Salvador Moncada (1944) |  |  | Maria-Esméralda de Belgique (1956) | Maria-Esméralda de Belgique (1956) | Maria-Esméralda de Belgique (1956) | Maria-Esméralda de Belgique (1956) | Maria-Esméralda de Belgique (1956) | Maria-Esméralda de Belgique (1956) |
|                                             |                                             |                                             |                                             |                                             |                                             |  |  |                                |                                |                                |                                |                                |                                |                              |                              |                                 |                                 |                                 |                                 |                                 |                                 |                             |                             |                                 |                                 |                                 |                                 |                                 |                                 |                                 |                                 |                                         |                                         |                                         |                                         |                                               |                                               |                                               |                                               |                                               |                                               |                                     |                                     |                                        |                                        |                                        |                                        |                                        |                                        |                                   |                                   |                                        |                                        |                                           |                                           |                                           |                                           |                                           |                                           |                                    |                                    |                                    |                                    |                                    |                                    |                                |                                |                               |                               |                               |                               |                                |                                |                                |                                |                                |                                |                          |                          |                                             |                                             |                                             |                                             |                                             |                                             |                             |                             |                                  |                                  |                                  |                                  |                                  |                                  |                           |                           |                                      |                                      |                                      |                                      |                                      |                                      |                            |                            |                                   |                                   |                                   |                                   |                                   |                                   |                                  |                                  |                                   |                                   |                                   |                                   |                                               |                                               |                                               |                                               |                                               |                                               |                                             |                                             |                                             |                                             |                                       |                                       |                                       |                                       |                                   |                                   |                                   |                                   |                                   |                                   |                                    |                                    |                                    |                                    |                                              |                                              |                                              |                                              |                                              |                                              |                                   |                                   |                                   |                                   |                        |                        |                                    |                                    |                                    |                                    |                                    |                                    |                                    |                                    |                                    |                                    |                                    |                                    |                                    |                                    |                               |                               |                               |                               |                         |                         |                         |                         |  |  |                                    |                                    |                                    |                                    |                                    |                                    |
|                                             |                                             |                                             |                                             |                                             |                                             |  |  |                                |                                |                                |                                |                                |                                |                              |                              |                                 |                                 |                                 |                                 |                                 |                                 |                             |                             |                                 |                                 |                                 |                                 |                                 |                                 |                                 |                                 |                                         |                                         |                                         |                                         |                                               |                                               |                                               |                                               |                                               |                                               |                                     |                                     |                                        |                                        |                                        |                                        |                                        |                                        |                                   |                                   |                                        |                                        |                                           |                                           |                                           |                                           |                                           |                                           |                                    |                                    |                                    |                                    |                                    |                                    |                                |                                |                               |                               |                               |                               |                                |                                |                                |                                |                                |                                |                          |                          |                                             |                                             |                                             |                                             |                                             |                                             |                             |                             |                                  |                                  |                                  |                                  |                                  |                                  |                           |                           |                                      |                                      |                                      |                                      |                                      |                                      |                            |                            |                                   |                                   |                                   |                                   |                                   |                                   |                                  |                                  |                                   |                                   |                                   |                                   |                                               |                                               |                                               |                                               |                                               |                                               |                                             |                                             |                                             |                                             |                                       |                                       |                                       |                                       |                                   |                                   |                                   |                                   |                                   |                                   |                                    |                                    |                                    |                                    |                                              |                                              |                                              |                                              |                                              |                                              |                                   |                                   |                                   |                                   |                        |                        |                                    |                                    |                                    |                                    |                                    |                                    |                                    |                                    |                                    |                                    |                                    |                                    |                                    |                                    |                               |                               |                               |                               |                         |                         |                         |                         |  |  |                                    |                                    |                                    |                                    |                                    |                                    |
|                                             |                                             |                                             |                                             |                                             |                                             |  |  |                                |                                |                                |                                |                                |                                |                              |                              |                                 |                                 |                                 |                                 |                                 |                                 | Philippe de Belgique (1960) | Philippe de Belgique (1960) | Philippe de Belgique (1960)     | Philippe de Belgique (1960)     | Philippe de Belgique (1960)     | Philippe de Belgique (1960)     |                                 |                                 | Mathilde d'Udekem d'Acoz (1973) | Mathilde d'Udekem d'Acoz (1973) | Mathilde d'Udekem d'Acoz (1973)         | Mathilde d'Udekem d'Acoz (1973)         | Mathilde d'Udekem d'Acoz (1973)         | Mathilde d'Udekem d'Acoz (1973)         |                                               |                                               |                                               |                                               |                                               |                                               |                                     |                                     |                                        |                                        |                                        |                                        |                                        |                                        |                                   |                                   |                                        |                                        |                                           |                                           |                                           |                                           |                                           |                                           |                                    |                                    | Lorenz d'Autriche-Este (1955)      | Lorenz d'Autriche-Este (1955)      | Lorenz d'Autriche-Este (1955)      | Lorenz d'Autriche-Este (1955)      | Lorenz d'Autriche-Este (1955)  | Lorenz d'Autriche-Este (1955)  |                               |                               | Astrid de Belgique (1962)     | Astrid de Belgique (1962)     | Astrid de Belgique (1962)      | Astrid de Belgique (1962)      | Astrid de Belgique (1962)      | Astrid de Belgique (1962)      |                                |                                |                          |                          |                                             |                                             |                                             |                                             |                                             |                                             |                             |                             |                                  |                                  |                                  |                                  |                                  |                                  |                           |                           |                                      |                                      | Laurent de Belgique (1963)           | Laurent de Belgique (1963)           | Laurent de Belgique (1963)           | Laurent de Belgique (1963)           | Laurent de Belgique (1963) | Laurent de Belgique (1963) |                                   |                                   | Claire Coombs (1974)              | Claire Coombs (1974)              | Claire Coombs (1974)              | Claire Coombs (1974)              | Claire Coombs (1974)             | Claire Coombs (1974)             |                                   |                                   |                                   |                                   |                                               |                                               | James O'Hare                                  | James O'Hare                                  | James O'Hare                                  | James O'Hare                                  | James O'Hare                                | James O'Hare                                |                                             |                                             | Delphine de Saxe-Cobourg (1968)       | Delphine de Saxe-Cobourg (1968)       | Delphine de Saxe-Cobourg (1968)       | Delphine de Saxe-Cobourg (1968)       | Delphine de Saxe-Cobourg (1968)   | Delphine de Saxe-Cobourg (1968)   |                                   |                                   |                                   |                                   |                                    |                                    |                                    |                                    |                                              |                                              |                                              |                                              |                                              |                                              |                                   |                                   |                                   |                                   |                        |                        |                                    |                                    |                                    |                                    |                                    |                                    |                                    |                                    |                                    |                                    |                                    |                                    |                                    |                                    |                               |                               |                               |                               |                         |                         |                         |                         |  |  |                                    |                                    |                                    |                                    |                                    |                                    |
|                                             |                                             |                                             |                                             |                                             |                                             |  |  |                                |                                |                                |                                |                                |                                |                              |                              |                                 |                                 |                                 |                                 |                                 |                                 | Philippe de Belgique (1960) | Philippe de Belgique (1960) | Philippe de Belgique (1960)     | Philippe de Belgique (1960)     | Philippe de Belgique (1960)     | Philippe de Belgique (1960)     |                                 |                                 | Mathilde d'Udekem d'Acoz (1973) | Mathilde d'Udekem d'Acoz (1973) | Mathilde d'Udekem d'Acoz (1973)         | Mathilde d'Udekem d'Acoz (1973)         | Mathilde d'Udekem d'Acoz (1973)         | Mathilde d'Udekem d'Acoz (1973)         |                                               |                                               |                                               |                                               |                                               |                                               |                                     |                                     |                                        |                                        |                                        |                                        |                                        |                                        |                                   |                                   |                                        |                                        |                                           |                                           |                                           |                                           |                                           |                                           |                                    |                                    | Lorenz d'Autriche-Este (1955)      | Lorenz d'Autriche-Este (1955)      | Lorenz d'Autriche-Este (1955)      | Lorenz d'Autriche-Este (1955)      | Lorenz d'Autriche-Este (1955)  | Lorenz d'Autriche-Este (1955)  |                               |                               | Astrid de Belgique (1962)     | Astrid de Belgique (1962)     | Astrid de Belgique (1962)      | Astrid de Belgique (1962)      | Astrid de Belgique (1962)      | Astrid de Belgique (1962)      |                                |                                |                          |                          |                                             |                                             |                                             |                                             |                                             |                                             |                             |                             |                                  |                                  |                                  |                                  |                                  |                                  |                           |                           |                                      |                                      | Laurent de Belgique (1963)           | Laurent de Belgique (1963)           | Laurent de Belgique (1963)           | Laurent de Belgique (1963)           | Laurent de Belgique (1963) | Laurent de Belgique (1963) |                                   |                                   | Claire Coombs (1974)              | Claire Coombs (1974)              | Claire Coombs (1974)              | Claire Coombs (1974)              | Claire Coombs (1974)             | Claire Coombs (1974)             |                                   |                                   |                                   |                                   |                                               |                                               | James O'Hare                                  | James O'Hare                                  | James O'Hare                                  | James O'Hare                                  | James O'Hare                                | James O'Hare                                |                                             |                                             | Delphine de Saxe-Cobourg (1968)       | Delphine de Saxe-Cobourg (1968)       | Delphine de Saxe-Cobourg (1968)       | Delphine de Saxe-Cobourg (1968)       | Delphine de Saxe-Cobourg (1968)   | Delphine de Saxe-Cobourg (1968)   |                                   |                                   |                                   |                                   |                                    |                                    |                                    |                                    |                                              |                                              |                                              |                                              |                                              |                                              |                                   |                                   |                                   |                                   |                        |                        |                                    |                                    |                                    |                                    |                                    |                                    |                                    |                                    |                                    |                                    |                                    |                                    |                                    |                                    |                               |                               |                               |                               |                         |                         |                         |                         |  |  |                                    |                                    |                                    |                                    |                                    |                                    |
|                                             |                                             |                                             |                                             |                                             |                                             |  |  |                                |                                |                                |                                |                                |                                |                              |                              |                                 |                                 |                                 |                                 |                                 |                                 |                             |                             |                                 |                                 |                                 |                                 |                                 |                                 |                                 |                                 |                                         |                                         |                                         |                                         |                                               |                                               |                                               |                                               |                                               |                                               |                                     |                                     |                                        |                                        |                                        |                                        |                                        |                                        |                                   |                                   |                                        |                                        |                                           |                                           |                                           |                                           |                                           |                                           |                                    |                                    |                                    |                                    |                                    |                                    |                                |                                |                               |                               |                               |                               |                                |                                |                                |                                |                                |                                |                          |                          |                                             |                                             |                                             |                                             |                                             |                                             |                             |                             |                                  |                                  |                                  |                                  |                                  |                                  |                           |                           |                                      |                                      |                                      |                                      |                                      |                                      |                            |                            |                                   |                                   |                                   |                                   |                                   |                                   |                                  |                                  |                                   |                                   |                                   |                                   |                                               |                                               |                                               |                                               |                                               |                                               |                                             |                                             |                                             |                                             |                                       |                                       |                                       |                                       |                                   |                                   |                                   |                                   |                                   |                                   |                                    |                                    |                                    |                                    |                                              |                                              |                                              |                                              |                                              |                                              |                                   |                                   |                                   |                                   |                        |                        |                                    |                                    |                                    |                                    |                                    |                                    |                                    |                                    |                                    |                                    |                                    |                                    |                                    |                                    |                               |                               |                               |                               |                         |                         |                         |                         |  |  |                                    |                                    |                                    |                                    |                                    |                                    |
|                                             |                                             |                                             |                                             |                                             |                                             |  |  |                                |                                |                                |                                |                                |                                |                              |                              |                                 |                                 |                                 |                                 |                                 |                                 |                             |                             |                                 |                                 |                                 |                                 |                                 |                                 |                                 |                                 |                                         |                                         |                                         |                                         |                                               |                                               |                                               |                                               |                                               |                                               |                                     |                                     |                                        |                                        |                                        |                                        |                                        |                                        |                                   |                                   |                                        |                                        |                                           |                                           |                                           |                                           |                                           |                                           |                                    |                                    |                                    |                                    |                                    |                                    |                                |                                |                               |                               |                               |                               |                                |                                |                                |                                |                                |                                |                          |                          |                                             |                                             |                                             |                                             |                                             |                                             |                             |                             |                                  |                                  |                                  |                                  |                                  |                                  |                           |                           |                                      |                                      |                                      |                                      |                                      |                                      |                            |                            |                                   |                                   |                                   |                                   |                                   |                                   |                                  |                                  |                                   |                                   |                                   |                                   |                                               |                                               |                                               |                                               |                                               |                                               |                                             |                                             |                                             |                                             |                                       |                                       |                                       |                                       |                                   |                                   |                                   |                                   |                                   |                                   |                                    |                                    |                                    |                                    |                                              |                                              |                                              |                                              |                                              |                                              |                                   |                                   |                                   |                                   |                        |                        |                                    |                                    |                                    |                                    |                                    |                                    |                                    |                                    |                                    |                                    |                                    |                                    |                                    |                                    |                               |                               |                               |                               |                         |                         |                         |                         |  |  |                                    |                                    |                                    |                                    |                                    |                                    |
|                                             |                                             |                                             |                                             |                                             |                                             |  |  |                                |                                |                                |                                |                                |                                | Élisabeth de Belgique (2001) | Élisabeth de Belgique (2001) | Élisabeth de Belgique (2001)    | Élisabeth de Belgique (2001)    | Élisabeth de Belgique (2001)    | Élisabeth de Belgique (2001)    |                                 |                                 | Gabriel de Belgique (2003)  | Gabriel de Belgique (2003)  | Gabriel de Belgique (2003)      | Gabriel de Belgique (2003)      | Gabriel de Belgique (2003)      | Gabriel de Belgique (2003)      |                                 |                                 | Emmanuel de Belgique (2005)     | Emmanuel de Belgique (2005)     | Emmanuel de Belgique (2005)             | Emmanuel de Belgique (2005)             | Emmanuel de Belgique (2005)             | Emmanuel de Belgique (2005)             |                                               |                                               | Éléonore de Belgique (2008)                   | Éléonore de Belgique (2008)                   | Éléonore de Belgique (2008)                   | Éléonore de Belgique (2008)                   | Éléonore de Belgique (2008)         | Éléonore de Belgique (2008)         |                                        |                                        | Amedeo de Belgique (1986)              | Amedeo de Belgique (1986)              | Amedeo de Belgique (1986)              | Amedeo de Belgique (1986)              | Amedeo de Belgique (1986)         | Amedeo de Belgique (1986)         |                                        |                                        | Elisabetta Rosboch von Wolkenstein (1987) | Elisabetta Rosboch von Wolkenstein (1987) | Elisabetta Rosboch von Wolkenstein (1987) | Elisabetta Rosboch von Wolkenstein (1987) | Elisabetta Rosboch von Wolkenstein (1987) | Elisabetta Rosboch von Wolkenstein (1987) |                                    |                                    | Maria Laura de Belgique (1988)     | Maria Laura de Belgique (1988)     | Maria Laura de Belgique (1988)     | Maria Laura de Belgique (1988)     | Maria Laura de Belgique (1988) | Maria Laura de Belgique (1988) |                               |                               | Joachim de Belgique (1991)    | Joachim de Belgique (1991)    | Joachim de Belgique (1991)     | Joachim de Belgique (1991)     | Joachim de Belgique (1991)     | Joachim de Belgique (1991)     |                                |                                | Luisa de Belgique (1995) | Luisa de Belgique (1995) | Luisa de Belgique (1995)                    | Luisa de Belgique (1995)                    | Luisa de Belgique (1995)                    | Luisa de Belgique (1995)                    |                                             |                                             | Laetitia de Belgique (2003) | Laetitia de Belgique (2003) | Laetitia de Belgique (2003)      | Laetitia de Belgique (2003)      | Laetitia de Belgique (2003)      | Laetitia de Belgique (2003)      |                                  |                                  | Louise de Belgique (2004) | Louise de Belgique (2004) | Louise de Belgique (2004)            | Louise de Belgique (2004)            | Louise de Belgique (2004)            | Louise de Belgique (2004)            |                                      |                                      | Nicolas de Belgique (2005) | Nicolas de Belgique (2005) | Nicolas de Belgique (2005)        | Nicolas de Belgique (2005)        | Nicolas de Belgique (2005)        | Nicolas de Belgique (2005)        |                                   |                                   | Aymeric de Belgique (2005)       | Aymeric de Belgique (2005)       | Aymeric de Belgique (2005)        | Aymeric de Belgique (2005)        | Aymeric de Belgique (2005)        | Aymeric de Belgique (2005)        |                                               |                                               | Joséphine O'Hare (2003)                       | Joséphine O'Hare (2003)                       | Joséphine O'Hare (2003)                       | Joséphine O'Hare (2003)                       | Joséphine O'Hare (2003)                     | Joséphine O'Hare (2003)                     |                                             |                                             | Oscar O'Hare (2008)                   | Oscar O'Hare (2008)                   | Oscar O'Hare (2008)                   | Oscar O'Hare (2008)                   | Oscar O'Hare (2008)               | Oscar O'Hare (2008)               |                                   |                                   |                                   |                                   |                                    |                                    |                                    |                                    |                                              |                                              |                                              |                                              |                                              |                                              |                                   |                                   |                                   |                                   |                        |                        |                                    |                                    |                                    |                                    |                                    |                                    |                                    |                                    |                                    |                                    |                                    |                                    |                                    |                                    |                               |                               |                               |                               |                         |                         |                         |                         |  |  |                                    |                                    |                                    |                                    |                                    |                                    |
|                                             |                                             |                                             |                                             |                                             |                                             |  |  |                                |                                |                                |                                |                                |                                | Élisabeth de Belgique (2001) | Élisabeth de Belgique (2001) | Élisabeth de Belgique (2001)    | Élisabeth de Belgique (2001)    | Élisabeth de Belgique (2001)    | Élisabeth de Belgique (2001)    |                                 |                                 | Gabriel de Belgique (2003)  | Gabriel de Belgique (2003)  | Gabriel de Belgique (2003)      | Gabriel de Belgique (2003)      | Gabriel de Belgique (2003)      | Gabriel de Belgique (2003)      |                                 |                                 | Emmanuel de Belgique (2005)     | Emmanuel de Belgique (2005)     | Emmanuel de Belgique (2005)             | Emmanuel de Belgique (2005)             | Emmanuel de Belgique (2005)             | Emmanuel de Belgique (2005)             |                                               |                                               | Éléonore de Belgique (2008)                   | Éléonore de Belgique (2008)                   | Éléonore de Belgique (2008)                   | Éléonore de Belgique (2008)                   | Éléonore de Belgique (2008)         | Éléonore de Belgique (2008)         |                                        |                                        | Amedeo de Belgique (1986)              | Amedeo de Belgique (1986)              | Amedeo de Belgique (1986)              | Amedeo de Belgique (1986)              | Amedeo de Belgique (1986)         | Amedeo de Belgique (1986)         |                                        |                                        | Elisabetta Rosboch von Wolkenstein (1987) | Elisabetta Rosboch von Wolkenstein (1987) | Elisabetta Rosboch von Wolkenstein (1987) | Elisabetta Rosboch von Wolkenstein (1987) | Elisabetta Rosboch von Wolkenstein (1987) | Elisabetta Rosboch von Wolkenstein (1987) |                                    |                                    | Maria Laura de Belgique (1988)     | Maria Laura de Belgique (1988)     | Maria Laura de Belgique (1988)     | Maria Laura de Belgique (1988)     | Maria Laura de Belgique (1988) | Maria Laura de Belgique (1988) |                               |                               | Joachim de Belgique (1991)    | Joachim de Belgique (1991)    | Joachim de Belgique (1991)     | Joachim de Belgique (1991)     | Joachim de Belgique (1991)     | Joachim de Belgique (1991)     |                                |                                | Luisa de Belgique (1995) | Luisa de Belgique (1995) | Luisa de Belgique (1995)                    | Luisa de Belgique (1995)                    | Luisa de Belgique (1995)                    | Luisa de Belgique (1995)                    |                                             |                                             | Laetitia de Belgique (2003) | Laetitia de Belgique (2003) | Laetitia de Belgique (2003)      | Laetitia de Belgique (2003)      | Laetitia de Belgique (2003)      | Laetitia de Belgique (2003)      |                                  |                                  | Louise de Belgique (2004) | Louise de Belgique (2004) | Louise de Belgique (2004)            | Louise de Belgique (2004)            | Louise de Belgique (2004)            | Louise de Belgique (2004)            |                                      |                                      | Nicolas de Belgique (2005) | Nicolas de Belgique (2005) | Nicolas de Belgique (2005)        | Nicolas de Belgique (2005)        | Nicolas de Belgique (2005)        | Nicolas de Belgique (2005)        |                                   |                                   | Aymeric de Belgique (2005)       | Aymeric de Belgique (2005)       | Aymeric de Belgique (2005)        | Aymeric de Belgique (2005)        | Aymeric de Belgique (2005)        | Aymeric de Belgique (2005)        |                                               |                                               | Joséphine O'Hare (2003)                       | Joséphine O'Hare (2003)                       | Joséphine O'Hare (2003)                       | Joséphine O'Hare (2003)                       | Joséphine O'Hare (2003)                     | Joséphine O'Hare (2003)                     |                                             |                                             | Oscar O'Hare (2008)                   | Oscar O'Hare (2008)                   | Oscar O'Hare (2008)                   | Oscar O'Hare (2008)                   | Oscar O'Hare (2008)               | Oscar O'Hare (2008)               |                                   |                                   |                                   |                                   |                                    |                                    |                                    |                                    |                                              |                                              |                                              |                                              |                                              |                                              |                                   |                                   |                                   |                                   |                        |                        |                                    |                                    |                                    |                                    |                                    |                                    |                                    |                                    |                                    |                                    |                                    |                                    |                                    |                                    |                               |                               |                               |                               |                         |                         |                         |                         |  |  |                                    |                                    |                                    |                                    |                                    |                                    |
|                                             |                                             |                                             |                                             |                                             |                                             |  |  |                                |                                |                                |                                |                                |                                |                              |                              |                                 |                                 |                                 |                                 |                                 |                                 |                             |                             |                                 |                                 |                                 |                                 |                                 |                                 |                                 |                                 |                                         |                                         |                                         |                                         |                                               |                                               |                                               |                                               |                                               |                                               |                                     |                                     |                                        |                                        |                                        |                                        |                                        |                                        |                                   |                                   |                                        |                                        |                                           |                                           |                                           |                                           |                                           |                                           |                                    |                                    |                                    |                                    |                                    |                                    |                                |                                |                               |                               |                               |                               |                                |                                |                                |                                |                                |                                |                          |                          |                                             |                                             |                                             |                                             |                                             |                                             |                             |                             |                                  |                                  |                                  |                                  |                                  |                                  |                           |                           |                                      |                                      |                                      |                                      |                                      |                                      |                            |                            |                                   |                                   |                                   |                                   |                                   |                                   |                                  |                                  |                                   |                                   |                                   |                                   |                                               |                                               |                                               |                                               |                                               |                                               |                                             |                                             |                                             |                                             |                                       |                                       |                                       |                                       |                                   |                                   |                                   |                                   |                                   |                                   |                                    |                                    |                                    |                                    |                                              |                                              |                                              |                                              |                                              |                                              |                                   |                                   |                                   |                                   |                        |                        |                                    |                                    |                                    |                                    |                                    |                                    |                                    |                                    |                                    |                                    |                                    |                                    |                                    |                                    |                               |                               |                               |                               |                         |                         |                         |                         |  |  |                                    |                                    |                                    |                                    |                                    |                                    |
|                                             |                                             |                                             |                                             |                                             |                                             |  |  |                                |                                |                                |                                |                                |                                |                              |                              |                                 |                                 |                                 |                                 |                                 |                                 |                             |                             |                                 |                                 |                                 |                                 |                                 |                                 |                                 |                                 |                                         |                                         |                                         |                                         |                                               |                                               |                                               |                                               |                                               |                                               |                                     |                                     |                                        |                                        |                                        |                                        |                                        |                                        |                                   |                                   |                                        |                                        |                                           |                                           |                                           |                                           |                                           |                                           |                                    |                                    |                                    |                                    |                                    |                                    |                                |                                |                               |                               |                               |                               |                                |                                |                                |                                |                                |                                |                          |                          |                                             |                                             |                                             |                                             |                                             |                                             |                             |                             |                                  |                                  |                                  |                                  |                                  |                                  |                           |                           |                                      |                                      |                                      |                                      |                                      |                                      |                            |                            |                                   |                                   |                                   |                                   |                                   |                                   |                                  |                                  |                                   |                                   |                                   |                                   |                                               |                                               |                                               |                                               |                                               |                                               |                                             |                                             |                                             |                                             |                                       |                                       |                                       |                                       |                                   |                                   |                                   |                                   |                                   |                                   |                                    |                                    |                                    |                                    |                                              |                                              |                                              |                                              |                                              |                                              |                                   |                                   |                                   |                                   |                        |                        |                                    |                                    |                                    |                                    |                                    |                                    |                                    |                                    |                                    |                                    |                                    |                                    |                                    |                                    |                               |                               |                               |                               |                         |                         |                         |                         |  |  |                                    |                                    |                                    |                                    |                                    |                                    |
|                                             |                                             |                                             |                                             |                                             |                                             |  |  |                                |                                |                                |                                |                                |                                |                              |                              |                                 |                                 |                                 |                                 |                                 |                                 |                             |                             |                                 |                                 |                                 |                                 |                                 |                                 |                                 |                                 |                                         |                                         |                                         |                                         |                                               |                                               |                                               |                                               |                                               |                                               | Anna-Astrid d'Autriche-Este (2016)  | Anna-Astrid d'Autriche-Este (2016)  | Anna-Astrid d'Autriche-Este (2016)     | Anna-Astrid d'Autriche-Este (2016)     | Anna-Astrid d'Autriche-Este (2016)     | Anna-Astrid d'Autriche-Este (2016)     |                                        |                                        | Maximilian d'Autriche-Este (2019) | Maximilian d'Autriche-Este (2019) | Maximilian d'Autriche-Este (2019)      | Maximilian d'Autriche-Este (2019)      | Maximilian d'Autriche-Este (2019)         | Maximilian d'Autriche-Este (2019)         |                                           |                                           | Alix d'Autriche-Este (2023)               | Alix d'Autriche-Este (2023)               | Alix d'Autriche-Este (2023)        | Alix d'Autriche-Este (2023)        | Alix d'Autriche-Este (2023)        | Alix d'Autriche-Este (2023)        |                                    |                                    |                                |                                |                               |                               |                               |                               |                                |                                |                                |                                |                                |                                |                          |                          |                                             |                                             |                                             |                                             |                                             |                                             |                             |                             |                                  |                                  |                                  |                                  |                                  |                                  |                           |                           |                                      |                                      |                                      |                                      |                                      |                                      |                            |                            |                                   |                                   |                                   |                                   |                                   |                                   |                                  |                                  |                                   |                                   |                                   |                                   |                                               |                                               |                                               |                                               |                                               |                                               |                                             |                                             |                                             |                                             |                                       |                                       |                                       |                                       |                                   |                                   |                                   |                                   |                                   |                                   |                                    |                                    |                                    |                                    |                                              |                                              |                                              |                                              |                                              |                                              |                                   |                                   |                                   |                                   |                        |                        |                                    |                                    |                                    |                                    |                                    |                                    |                                    |                                    |                                    |                                    |                                    |                                    |                                    |                                    |                               |                               |                               |                               |                         |                         |                         |                         |  |  |                                    |                                    |                                    |                                    |                                    |                                    |